# Nico Pérez
Nico Pérez é uma cidade uruguaia pertencente ao departamento de Florida, forma com Batlle e Ordóñez (Lavalleja) um só núcleo populacional, separado por uma ponte situada no limite entre ambos departamentos. 

## História

### Fundação
Em 25 de junho de 1883 foi fundada a cidade de Nico Pérez, presidida por Máximo Santos. Desde o início do século XIX, Nico Pérez foi o encontro das tropas do líder blanco (do Partido Nacional) Aparicio Saravia, que morreu em 1904.

### Pacto de Nico Pérez
José Battle y Ordóñez começou seu primeiro mandato em 1 de Março de 1903 e enfrentou a dissidência da concessão de distritos políticos que correspondiam à assinatura de 22 de março de 1903, o Pacto de Nico Pérez, mas isso não trouxe paz, porque houve também negociações verbais que facilitaram as diferentes interpretações para cada lado.
Para os líderes do Partido Nacional, a negociação verbal alegou que o presidente Battle y Ordóñez não poderia avançar com suas tropas militares a qualquer um dos departamentos com lideranças políticas de blancos.
Esta interpretação é diferente no início da guerra civil em 1904. O governo enviou tropas para o departamento de Rivera e Aparicio Saravia, considerado o envio de tropas que violam o pacto de Nico Pérez. Findou-se a luta que durou oito meses e terminou em setembro de 1904 com a morte do líder nacionalista.

### Mudança de nome
Em 1907, Nico Pérez mudou seu nome pelo de Batlle y Ordóñez em homenagem ao presidente Batlle. Esta mudança de nome não foi aceita facilmente pelo Partido Nacional, e em consequencia a mudança afetou o setor localizado à leste das vias, no departamento de Lavalleja; enquanto que a Estação de Ferrocarril seguiu chamando-se Nico Pérez junto com o setor localizado à oeste das vias, no departamento de Florida.